# جبال روكي

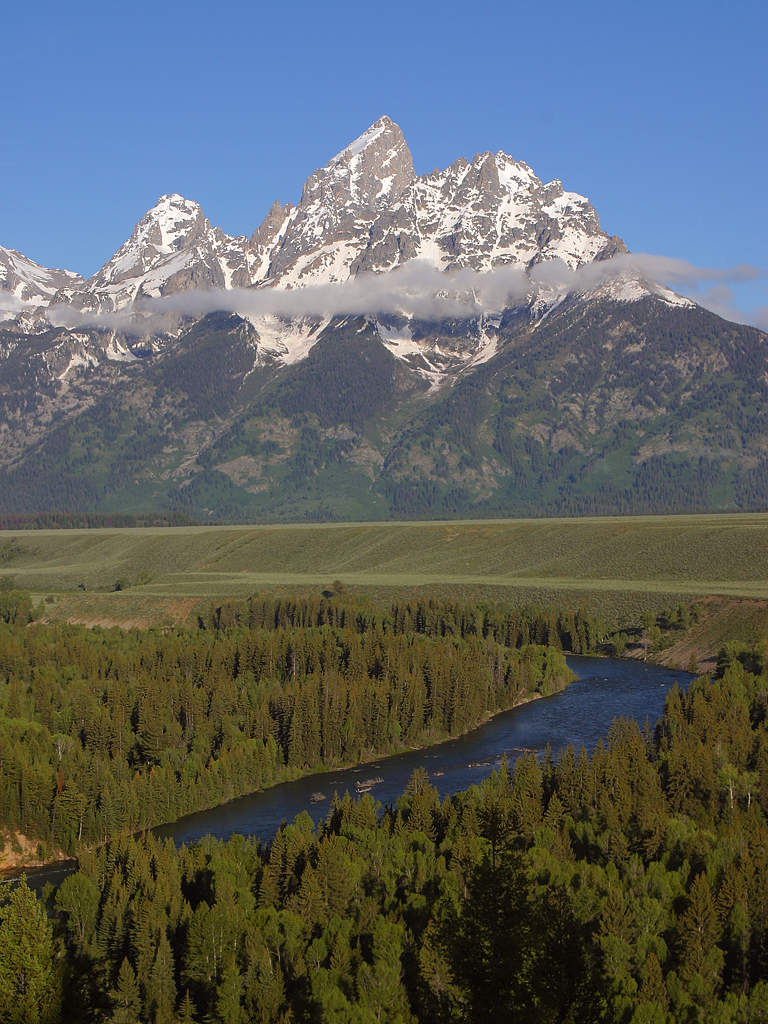
سلسلة تيتون الجبلية: تقع هذه الجبال بالقرب من حضيرة تيتون الكبرى الوطنية في وايومنغ

جبال روكي أو الجبال الصخرية (Rocky Mountains)- و أحيانًا يُطلق عليها روكيز The Rockies- هي مجموعة من السلاسل الجبلية التي تقع غربي قارة أمريكا الشمالية حيث تمتد على مسافة 4,800 كلم من الأطراف الشمالية لولاية بريتيش كولومبيا الكندية إلى ولاية نيومكسيكو في الجنوب الغربي للولايات المتحدة الأميركية، ويبلغ ارتفاع أعلى قممها وهي قمة ألبيرت 4,399 مترا. والولايات التي تحوي هذه الجبال تدعى الولايات الجبلية، وتعتبر الروكي ماونتن منبعاً لـ14 نهراً منها نهري كولورادو وميسوري. تحد جبال روكي من الشرق السهول العظمى الأمريكية، و من الغرب الهضبة الداخلية وجبال الساحل الكندية وهضبة كولومبيا وحوضها وسلسلة جبالها بالولايات المتحدة.
وقد تكوَنت هذه الجبال بالفترة الممتدة من 55 إلى 80 مليون سنة، وقد بدأ البشر في استيطان هذه الجبال في نهاية العصر الجليدي الأخير، ومع قدوم البعثات الأوروبية الأولى وأشهرهم بعثتي السير اليكسندر ماكينزي ولويس وكلارك واستكشافهم للجبال بدأت ثروات المنطقة من معادن وفرو تشجع الاستغلال الاقتصادي للجبال وتجتذب المستوطنين الجدد، إلا أن هذا الأمر لم يجعل من منحدرات الروكي ماونتن مكتظة سكانياً بأي مرحلة من المراحل.
حالياً فقد أنشئت العديد من المنتزهات العامة والمحميات للحفاظ على الثروة الطبيعية لهذه الجبال حيث تعتبر الروكي ماونتن أحد الوجهات الرئيسية للسواح الراغبين بالتخييم، التسلق، الصيد، ركوب الدراجات والتزحلق على الثلج.

## أصل الاسم
يأتي اسم الجبال من ترجمة اسم يقرب لاسم في اللغة الألغونكوية، تم إعطاء اسم اس-سين-واتي على النحو التالي، «عند رؤيتها من خلال البراري، بدت وكأنها كتلة صخرية». و صخرية تعني باللغة الإنجليزية روكي Rocky، ومنها جاء الاسم. 

## الجغرافيا
تنقسم جبال روكي على الأقل إلى مائة سلسلة جبلية والتي تنقسم-بوجهٍ عام- إلى أربع مجموعات وهم:
1. جبال روكي الكندية وجبال روكي الشمالية في مونتانا وشمال شرق أيداهو.
2. جبال روكي الوسطى في وايومينج ويوتاه وجنوب شرق أيداهو.
3. جبال روكي الجنوبية في كولورادو ونيو ميكسيكو.
4. هضبة كولورادو في أريزونا ونيو ميكسيكو وكولورادو ويوتاه.

تختلف هذه المجموعات عن بعضها من حيث الجيولوجيا ( أصل وعمر و نوع الصخور) و الجغرافيا الفيزيائية (التضاريس والصرف والتربة)، لكنهم يتشاركون في الخصائص الفيزيائية: كالارتفاع (حيث أن معظمها يتعدى ارتفاعه 4000 متر (13,000 قدمٍ)) ، تضاريس محلية كبيرة( تتراوح من 5000 إلى 7000 قدم في الفرق الرأسي بين قاعدة وقمة النطاقات)، تربة قليلة وغنية بالمعادن.
عدد السكان ليس كثيفًا جدًا في جبال روكي، بمتوسط أربعة أشخاص لكل كيلومتر مربع وعدد قليل من المدن بها أكثر من 50000 شخص. ومع ذلك، نما عدد السكان بسرعة في ولايات جبال روكي بين عامي 1950-1990. وتتراوح الزيادات في عدد السكان على مستوى الولاية لمدة أربعين عامًا من 35٪ في مونتانا إلى حوالي 150٪ في يوتا (Utah) وكولورادو. تضاعف عدد سكان العديد من المدن والمجتمعات الجبلية في الأربعين سنة 1972-2012، فقد زاد عدد سكان جاكسون (وايومنغ) بنسبة 260٪، من 1,244 إلى 4,472 مقيمًا، في تلك الأربعين عامًا. 

### الجغرافيا الفيزيائية
جبال روكي الكندية تتكون من جبال ماكينزي وجبال سلوين التي تقع في «يوكون» و المناطق الشمالية الغربية وسلاسل ألبرتا وكولومبيا البريطانية الشرقية. جبال روكي الشمالية تشمل سلسلتي لويس وبيرروت في غرب مونتانا وشمال شرق أيداهو. تشكلت هذه النطاقات على طول الحافة الشرقية لمنطقة ترسب كربونات يبلغ سمكها حوالي 17 ميلاً (27 كم) ، والتي تراكمت من أواخر عصر ما قبل الكمبري إلى وقت الدهر الوسيط (أي ما بين حوالي مليار و 190 مليون سنة مضت).هذا الهيكل، الذي يُعرف باستقعار جبال روكي، الذي يمتد من ألاسكا إلى خليج المكسيك و أصبح طريق بحري متواصل في العصر الكريتاسي (من حوالي 145 ل 66 مليون سنة). نتج بناء الجبل هناك عن الطي الانضغاطي والصدع عالي الزاوية، باستثناء صدع الدفع منخفض الزاوية في جنوب غرب وايومنغ وجنوب شرق ولاية أيداهو. غالبًا ما يكون قلب الجرانيت للجبال المنحرفة متصدعًا، وتحيط العديد من النطاقات بالصخور الرسوبية القديمة (على سبيل المثال، الصخر الزيتي، والأحجار الغرينية، والحجارة الرملية) التي تآكلت إلى تلال هوجباك. بُنيت أو تكونت جبال الإنديز الجنوب أمريكية بنفس الآلية المذكورة أعلاه.

### التربة
التربة في جبال روكي تتطورت بضعف شديد، فهي هشة ورقيقة للغاية وشابة و قاصرة للغاية في العناصر الغذائية لمعظم أنواع الزراعة. تكون تربة الوادي المرتفع مناسبة أحيانًا للري، اعتمادًا على الملمس، وانحدار المنحدرات، وطول الغطاء الجليدي، ووجود العناصر النزرة (مثل السيلينيوم) التي تحد من الملاءمة لزراعة المحاصيل. رعي المراعي مسعى أكثر شيوعًا.

## النظام البيئي

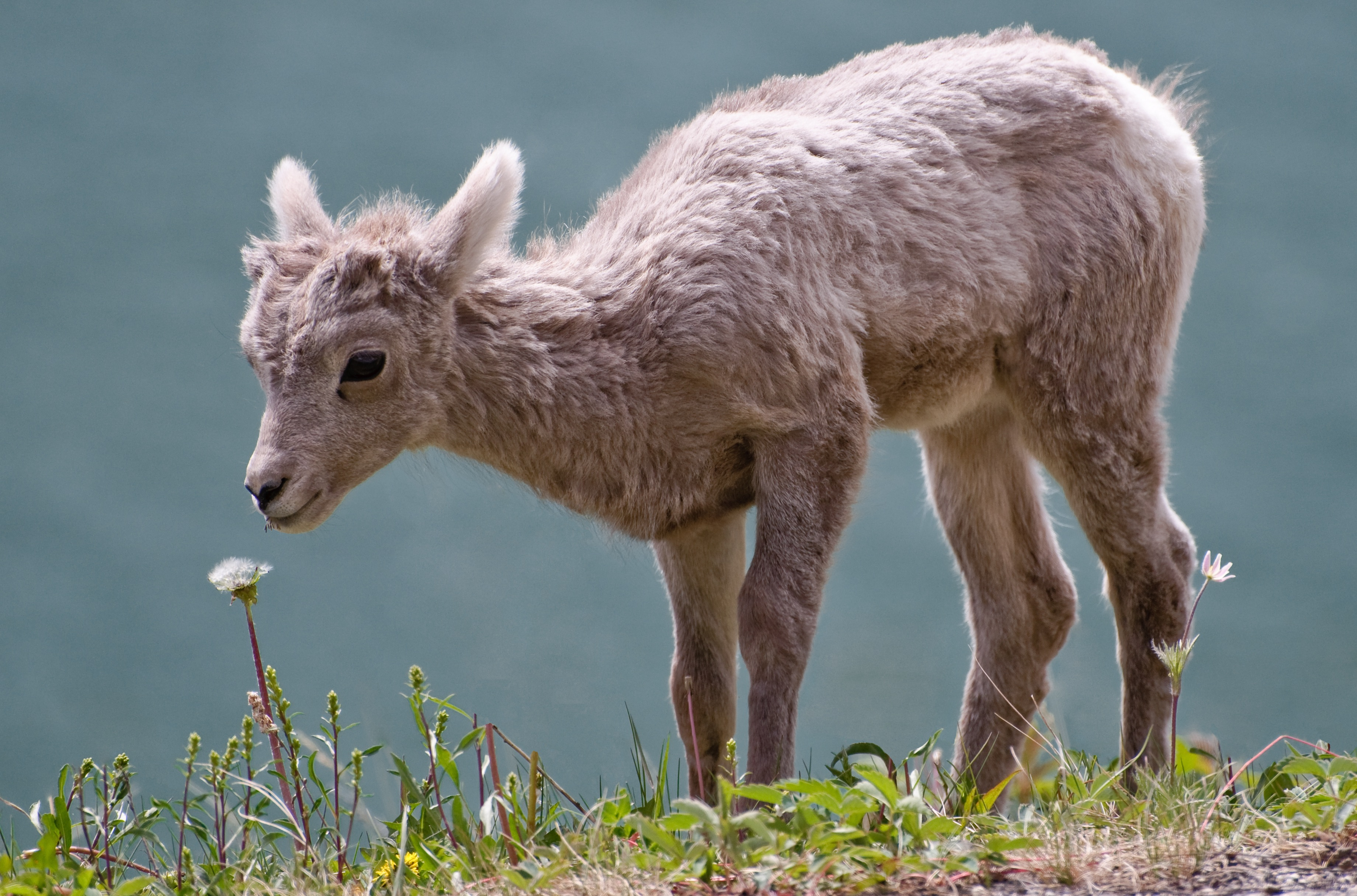
كبش الجبال الصخري

تتمتع جبال روكي بتنوع بيئي كبير، ويقسَم العلماء هذه الجبال إلى العديد من المناطق البيئية-الاحيائية حيث تتحدد خواص كل منطقة بنوع الأشجار وأجناس الحيوانات البرية المتواجدة فيه. وهناك منطقتين فقط لا تنمو فيهما الأشجار وهما البلاينز والألبان تاندورا.
تحدد المنظمة الأميركية للمسح الجيولوجي(USGS) عشر مناطق بيئية مختلفة في جبال روكي، حيث تتميز المناطق الجنوبية الأكثر دفئاً وجفافاً بتواجد أشجار الصنوبر، العرعر والسنديان، أما المناطق الشمالية الأبرد والأكثر رطوبةً فهي موطن لأشجار التنوب، الصنوبر والراتينغ، ويمكن للأنهر الضخمة التي تضمَها هذه الجبال أن تؤدي إلى نشوء غابات فريدة بأكثر المناطق قحلاً وجفافاً فيها، وتنتشر المراعي على ارتفاع أدنى من 550 متر.
تعتبر جبال الروكي موطناً طبيعياً مهماً لعدد كبير من أشكال الحياة البرية المعروفة وأبرزها حيوانات الإلك، الموظ(تضم أكبر قطيع من الموظ بأميركا الشمالية)، الغزال ذو الذيل الأبيض، الغزال البغل، الظبي الأميركي، ماعز الجبال، كبش الجبال الصخرية، الدب الأسود، دب الغريزلي، القيوط(ذئب البراري)، الوولفرين واللينكس(نوع من أنواع القطط البرية).

## التاريخ

### السكان الأصليون
وجود البشر في جبال روكي تم تأريخه إلى 10,000 ق.م إلى 8000 ق.م . سكن الهنود الحمر (السكان الأصليون لأمريكا) الجبال الشمالية في العصر الحديث والتي تتضمن : شوساب وكونتاي في كولومبيا البريطانية، و كويور دي أليني ونز بيرسيه من ولاية أيداهو وفلات هيد في ولاية مونتانا. امتدت الأراضي التقليدية لشوشون في أيداهو ووايومنغ ويوت في يوتا وكولورادو إلى النطاقات الغربية الوسطى. تشمل المجموعات الجنوبية الغربية الهوبي وغيرهم من هنود بويبلو والنافاجو. البدو البدو الهنود الذين تواجدوا في جبال روكي الشرقية شملوا بلاكفوت، كرو، وشيان.

### الاستكشاف الأوروبي
التاريخ البشري الحديث لجبال روكي هو واحد من أسرع التاريخ تغيرًا. زار المستكشف الإسباني فرانسيسكو فاسكيز دي كورونادو - مع مجموعة من الجنود والمبشرين والعبيد الأفارقة - إلى منطقة جبال روكي من الجنوب في عام 1540. في عام 1610 ، أسس الإسبان مدينة سانتا في، أقدم مقر مستمر للحكومة في الولايات المتحدة، عند سفح جبال روكي في نيو مكسيكو حاليًا. أدى إدخال الحصان، والأدوات المعدنية، والبنادق، والأمراض الجديدة، والثقافات المختلفة إلى تغيير ثقافات الأمريكيين الأصليين. تم استئصال السكان الأمريكيين الأصليين من معظم نطاقاتهم التاريخية عن طريق المرض والحرب وفقدان الموائل (القضاء على البيسون) والاعتداءات المستمرة على ثقافتهم.

## الاقتصاد

### الصناعة والتنمية
الموارد الاقتصادية لجبال روكي متنوعة ووفرة. تشمل المعادن الموجودة في جبال روكي رواسب كبيرة من النحاس والذهب والرصاص والموليبدنوم والفضة والتنجستن والزنك. يحتوي حوض وايومنغ (Wyoming Basin) والعديد من المناطق الأصغر على احتياطيات كبيرة من الفحم والغاز الطبيعي والصخر الزيتي والبترول. على سبيل المثال، كان منجم (Climax)، الواقع بالقرب من ليدفيل (كولورادو)، أكبر مُنتِج للموليبدينوم في العالم. يُستخدَم الموليبدينوم في الفولاذ المقاوم للحرارة في أشياء مثل السيارات والطائرات. يعمل في منجم (Climax) أكثر من 3000 عامل. يُنتِج منجم كويور دي أليني في شمال ولاية أيداهو الفضة والرصاص والزنك. تقع أكبر مناجم الفحم في كندا بالقرب من فيرني (كولومبيا البريطانية) وسباروود (كولومبيا البريطانية). توجد مناجم فحم إضافية بالقرب من هينتون وألبرتا وفي جبال روكي الشمالية المحيطة بتومبلر ريدج (كولومبيا البريطانية).
تنتشر المناجم المهجورة مع مستنقعها من مخلفات الألغام والنفايات السامة في المناظر الطبيعية لجبال روكي. في أحد الأمثلة الرئيسية، أدى ثمانون عامًا من تعدين الزنك إلى تلويث شديد للنهر والضفة بالقرب من نهر إيجل في شمال وسط كولورادو. أدت التركيزات العالية من المعدن التي يحملها جريان الربيع إلى الإضرار بالطحالب والنباتات الحزازية والسلمون المرقط. كشف تحليل اقتصادي لتأثيرات التعدين في هذا الموقع عن انخفاض قيم الممتلكات، وتدهور جودة المياه، وضياع الفرص الترفيهية. وكشف التحليل أيضًا أن تنظيف النهر يمكن أن يدر عائدات إضافية بقيمة 2.3 مليون دولار من الترفيه. في عام 1983، رفع المدعي العام في كولورادو دعوى على المالك السابق لمنجم الزنك مقابل تكاليف التنظيف البالغة 4.8 مليون دولار، بعد خمس سنوات، كان الانتعاش البيئي كبيرًا. 
تحتوي جبال روكي على العديد من الأحواض الرسوبية الغنية بميثان طبقة الفحم، وهو غاز طبيعي ينشأ من الفحم، إما من خلال التأثير البكتيري أو من خلال التعرض لدرجة حرارة عالية. يوفر ميثان طبقة الفحم الحجري 7% من الغاز الطبيعي المستخدم في الولايات المتحدة. توجد أكبر مصادر الميثان في قاع الفحم في جبال روكي في حوض سان خوان في نيو مكسيكو وكولورادو وحوض نهر مسحوق (Powder River Basin) في وايومنغ. ويقدر أن هذين الحوضين يحتويان على 38 تريليون قدم مكعب من الغاز. يمكن استعادة ميثان طبقة الفحم عن طريق نزع الماء من طبقة الفحم، وفصل الغاز عن الماء، أو حقن الماء لتكسير الفحم لإطلاق الغاز (ما يسمى بالتكسير الهيدروليكي). 

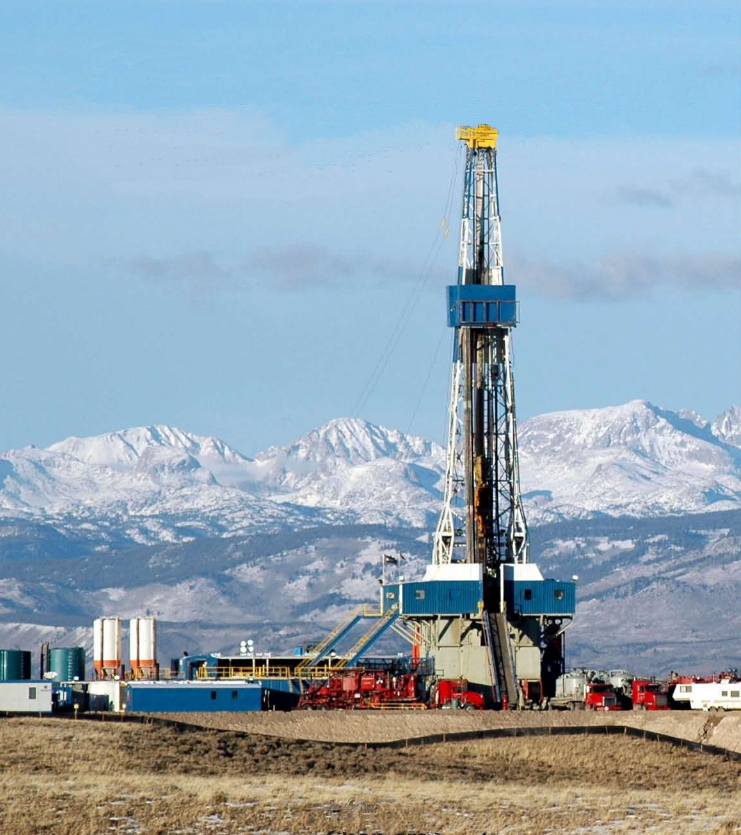
جهاز حفر للغاز الطبيعي بالقرب من نطاق نهر الرياح.

الزراعة والغابات من الصناعات الرئيسية. تشمل الزراعة الأراضي الجافة والمروية ورعي الماشية. تُنقَل الماشية بشكل متكرر بين المراعي الصيفية العالية الارتفاع والمراعي الشتوية المنخفضة الارتفاع، وهي ممارسة تُعرف باسم الترحيل الرعوي (Transhumance). 

### السياحة
بفضل طبيعتها الرائعة ومناظرها الطبيعية الخلابة تجتذب جبال روكي سنوياً ملايين السواح الراغبين بالتخييم، التسلق، الصيد، ركوب الدراجات والتزحلق
على الثلج. أما أبرز معالم هذه الجبال السياحية هي:

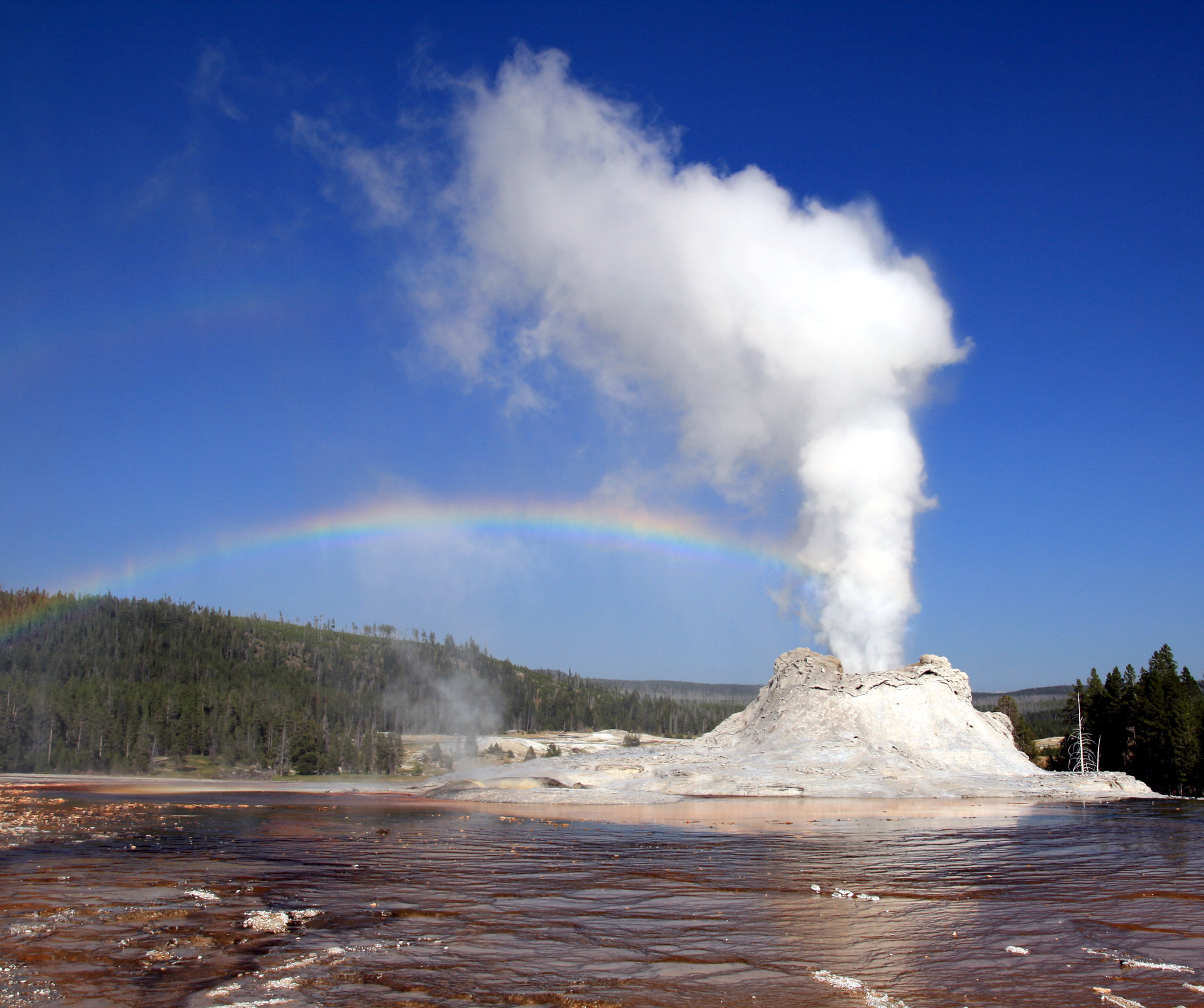
ظاهرة الجيزر في متنزه يالوستون

في الولايات المتحدة:
- مرتفع بايكس
- رويال غورج
- متنزه روكي ماونتن الوطني
- متنزه يالوستون الوطني
- متنزه غراند تاتون الوطني
- متنزه غلاسيير الوطني
- منطقة ساوتوث للعطلات والتخييم

في كندا:
- متنزه بانف الوطني
- متنزه جاسبر الوطني
- متنزه كووتناي الوطني
- متنزه بحيرة واترتون الوطني
- متنزه يوهو الوطني